# Chicken Little - Amici per le penne
Chicken Little - Amici per le penne (Chicken Little) è un film d'animazione del 2005 diretto da Mark Dindal e prodotto da Walt Disney Pictures. È considerato il 46º Classico Disney secondo il canone ufficiale.
Distribuito in Disney Digital 3-D, si tratta del primo film interamente in computer grafica prodotto da Disney (in quanto le pellicole di Pixar sono state distribuite ma non prodotte dalla Disney, e Dinosauri è stato realizzato a tecnica mista). Il film è ispirato liberamente alla favola Henny Penny, da cui già nel 1943 Disney aveva tratto un cortometraggio animato intitolato Questione di psicologia. La trama è incentrata su Chicken Little, un pollo adolescente che vuole aggiustare il suo rapporto con il padre e salvare il mondo dagli alieni.
Inizialmente il film doveva essere distribuito per l'edizione italiana con il titolo Nino Pulcino e la banda salvamondo, come mostrato anche in un primo trailer. Alla fine si scelse di mantenere quello originale con l'aggiunta di un sottotitolo italiano.

## Trama
Chicken Little è un polletto di campagna. Un giorno gli cade in testa un misterioso pannello a forma di esagono azzurro, e si convince che si tratti di un pezzo di cielo, così si reca al campanile della scuola e fa suonare la campana per avvisare tutti del pericolo. Non trovando il "pezzo", che aveva assunto l'immagine del terreno, la gente crede che una ghianda abbia colpito il polletto e quindi nessuno gli crede.
Passa un anno, e dopo tante umiliazioni, Chicken Little si ritrova a scuola con i suoi amici: Alba Papera, una paperetta alquanto sgradevole d'aspetto, Pesce Fuordacqua, un pesce con un casco da palombaro vecchio stile riempito d'acqua in testa e Mastro Aldino Cotechino, un maialino alto, grosso e molto timido. Chicken sa che suo padre, il signor Peppe Gallo, è ancora imbarazzato per la figuraccia fatta un anno prima, e teme che questi creda che suo figlio sia un fallito: per fare bella figura ai suoi occhi, decide di entrare nella squadra di baseball. Nell'ultima partita, riesce a far vincere la propria squadra, rendendo orgoglioso il padre e facendo così dimenticare la faccenda del cielo che crolla.
La sera stessa però, mentre si affaccia alla finestra, lo colpisce un'altra volta il "pezzo di cielo". Per non impensierire il padre, nasconde il pezzo di cielo sotto un lenzuolo, e subito dopo telefona ad Alba, che si precipita a casa di Chicken, seguita da Aldo e Pesce. Quest'ultimo, dopo aver attivato il pulsante di richiamo del pannello, ci vola fuori dalla finestra, mentre i suoi amici lo inseguono. Così i tre amici lo ritrovano quella notte nel campo di baseball, all'interno di un'astronave.
Cercando il proprio amico, Aldo trova una mappa con tutti i pianeti del sistema solare che mostra come obiettivo la Terra: si convincono che si tratti di una minaccia, motivo per cui, terrorizzati, fuggono, ma vengono inseguiti da due robot alieni, mentre un bambino alieno scende e si perde. Chicken Little avverte i concittadini suonando la campana, ma l'astronave si dilegua e nessuno crede al polletto: ha appena perso di nuovo la fiducia del padre, che per non fare brutta figura non lo appoggia. Nel frattempo, il piccolo alieno aveva seguito il protagonista, che grazie all'aiuto di Pesce, che riesce a capire la sua lingua, spiega che si chiama Kirby e che i genitori lo hanno perso sul loro pianeta. Intanto il cielo si spacca e vengono rivelate centinaia di astronavi (il loro scopo è quello di "salvare" Kirby). Gli alieni scendono sul pianeta e colpiscono con un raggio che porta gli abitanti dentro le astronavi per controllare se non sono malavitosi. Chicken Little, durante l'attacco alieno, riesce a sfogare tutta la sua rabbia repressa nei confronti di suo padre, che comprende di aver sbagliato a trattarlo così e gli chiede scusa, e i due si riappacificano; un attimo dopo il polletto dà un bacio ad Alba, dicendole di averla sempre trovata estremamente attraente. Chicken Little convince il padre ad andare col piccolo alieno vicino ai robot per consegnarlo ai genitori. Dopo vari inseguimenti, riescono a salire sulla cupola del municipio e vengono trasportati tramite il raggio all'interno dell'astronave dei genitori alieni.
Alla fine si scoprirà che è stato tutto un gigantesco e spiacevole equivoco, poiché ogni anno gli alieni si recano sul pianeta Terra per rifornirsi di ghiande e che il "pezzo di cielo" è un pannello difettoso che continua a staccarsi dall'astronave. Avendo chiarito la situazione, e dopo l'uscita di un film d'azione fantascientifico che, esageratamente, lo ritrae come il vero eroe che è, Chicken Little verrà acclamato dai cittadini e la sua vita sarà di nuovo felice.

## Personaggi
- Chicken Little: protagonista del film, è un polletto (bambino) molto dolce, timido e gentile. Prova un profondo affetto per il padre, anche se non riesce mai a parlargli. Durante il film, tenta in tutti i modi di conquistare la sua fiducia e il suo rispetto, dimostrandosi coraggioso ed eroico. Alla fine, i due si riappacificheranno del tutto.
- Alba Papera: è una femmina d'anatroccolo, amica di Chicken Little, di cui è innamorata sin dall'inizio. Nonostante sia estremamente brutta, è molto dolce, gentile e simpatica. Sarà molto di aiuto a Chicken Little nei momenti più drammatici, dandogli ottimi consigli per superare le difficoltà. Alla fine i suoi sentimenti verso Chicken Little verranno ricambiati.
- Aldino Cotechino:  è il migliore amico di Chicken Little. È un maiale goffo e timido, ma è di buon cuore e molto simpatico. È appassionato di musica disco. Anche lui aiuterà spesso Chicken Little. Si innamorerà di Dina Volpefina, quando questa diventerà buona.
- Pesce Fuordacqua: è un altro grande amico di Chicken Little. Essendo un pesce non dice mai una parola per tutto il film. È molto abile nel ballo ed è anche un grande attore. È ispirato a Kenny McCormick della serie South Park. Come Aldino, simpatico e gentile ma anche molto coraggioso.
- Kirby: è il figlio di Melvin, un piccolo alieno arancione di piccole dimensioni con tre occhi. È dolce, vivace, tenero, adorabile, divertente e simpatico, ma, essendo ancora piccolo, non può parlare. Viene lasciato inavvertitamente sulla Terra dai suoi genitori e incontra amichevolmente Chicken Little, i suoi amici e suo padre per poterli aiutare. Alla fine, viene recuperato dai suoi genitori da una lunga invasione aliena e chiarisce per un gigantesco equivoco spiacevole da loro.
- Peppe Gallo: è il padre di Chicken Little, è un gallo un po' obeso molto riservato che ai tempi del liceo era una star del baseball. All'inizio non crede in suo figlio ma alla fine si ricrederà.
- Melvin e Tina: principali antagonisti del film, sono gli alieni genitori di Kirby. Melvin è rosso e la moglie Tina e gialla. Entrambi lasciano inavvertitamente Kirby sulla Terra e, convinti che Chicken Little lo abbia rapito, invieranno un'invasione aliena per recuperarlo, ma alla fine lo spiacevole equivoco verrà chiarito.
- Alieni: antagonisti secondari del film, formano un'invasione aliena al servizio del comando di Melvin e Tina.
- Dina Volpefina: è una volpetta arrogante, competitiva e antipatica che fa rivalità con Chicken Little. Disprezza il polletto profondamente, si diverte a infastidirlo e a prendere in giro i compagni di scuola, in particolare l'aspetto sgraziato di Alba Papera e la goffaggine di Aldino Cotechino. Comincerà a mostrare un minimo di rispetto nei confronti di Chicken Little in occasione della finale di baseball, e alla fine del film, a causa del processo degli alieni, diventa frivola ma buona e si fidanza con Aldino.
- Lina Carlina: è un'oca molto arrogante, violenta e aggressiva che fa spesso guardia del corpo a Dina. È la sua migliore amica, ma, al contrario della volpe, non appare spesso. Non dice neanche una parola, ma emette grugniti e starnazzi. Alla fine della partita di baseball, che viene vinta da Chicken Little, imparerà ad apprezzare il polletto.

## Produzione
È la seconda produzione disneyana basata su Henny Penny dopo il corto del '43 Questione di psicologia.

## Distribuzione
Il film è stato distribuito nelle sale cinematografiche statunitensi a partire dal 4 novembre 2005, mentre in Italia dal 2 dicembre dello stesso anno.

### Edizione italiana
La direzione del doppiaggio e i dialoghi italiani sono a cura di Fiamma Izzo per conto della PumaisDue. La sonorizzazione, invece, venne eseguita presso la Sefit-CDC di Via Margutta. La direzione musicale e i testi italiani delle canzoni furono affidati a Ermavilo e Lorena Brancucci.
- Tra i doppiatori del film figurano il comico Gabriele Cirilli come voce nei dialoghi del protagonista Chicken Little; l'attore è cantante Giò Di Tonno come voce di Chicken Little nelle canzoni del film, la cantante Linda Valori come voce cantante di Alba Papera; il DJ Albertino come voce di Tino Porcospino; e l'allora sindaco di Roma Walter Veltroni come voce di Rino Tacchino, sindaco della comunità degli uccelli.[2] Veltroni ha devoluto il compenso ricevuto (10 000 €) all'Associazione Italiana Persone Down.
- In un trailer del film di almeno un anno prima della sua uscita, il film era presentato come Nino Pulcino e la banda salvamondo, e l'uscita era prevista inizialmente per settembre 2005. Il protagonista era doppiato da Massimiliano Alto mentre il padre Beppe Gallo da Pietro Ubaldi.

### Edizioni home video
In Italia il film è uscito in DVD a marzo 2006.
È stato l'ultimo classico Disney distribuito anche in formato VHS.

## Accoglienza

### Incassi
Di fronte ad un budget di 150 milioni di dollari, il film ha incassato 136 milioni in Nord America e 179 milioni nel resto del mondo, per un totale di $314,432,837 superando il pareggio e rivelandosi un discreto successo finanziario.

### Critica
Il film ha ricevuto recensioni miste da parte della critica cinematografica, classificandosi (insieme a Koda, fratello orso) come uno dei classici disney con le recensioni più negative. Sul sito Rotten Tomatoes ha una percentuale di gradimento del 37% basato su 164 recensioni, con un voto medio di 5.5 su 10. Il consenso critico cita: «Nella sua prima impresa in CGI non-Pixar, la Disney si sforza più nella presentazione tecnica che nella creazione di una trama originale». Su Metacritic il film ha punteggio del 48 su 100, basato su 32 recensioni.

## Riconoscimenti
- 2005 - Annie Award
  - Candidatura per il miglior film
- Candidatura per il miglior film d'animazione
- 2006 - Kids Choice Awards
  - Candidatura per il miglior film d'animazione o a tecnica mista
  - Miglior colonna sonora a John Debney

## Altri media

### Videogiochi
- Nel 2005 venne realizzato un videogioco basato sul film per PlayStation 2, PC, Nintendo GameCube, macOS e Xbox, sviluppato da Avalanche Software, e per Game Boy Advance dalla Behaviour Interactive.
- L'anno successivo fu poi rilasciato anche un sequel per le stesse piattaforme (con l'aggiunta del Nintendo DS) dal titolo Chicken Little: Asso Spaziale  (Chicken Little: Ace in Action).
- Chicken Little appare come personaggio da poter evocare anche nel videogioco Kingdom Hearts II.

### Sequel e serie TV cancellati
- Un progetto che avrebbe dovuto fungere da sequel diretto del film, entrò in pre-produzione ancor prima del rilascio della pellicola originale. Il titolo dell'opera sarebbe stato Chicken Little 2: Mission to Mars (secondo altre fonti Chicken Little 2: The Ugly Duckling Story) e avrebbe visto il protagonista al centro di un triangolo amoroso tra Alba Papera e una pecora francese di nome Raffaela. Date le recensioni miste del film, il progetto fu abbandonato.[7]
- Nel 2006 una serie televisiva animata basata sul film era in programma, ma il progetto non si concretizzò.